# Flamen Dialis
Flamen Dialis
Flamen - Flamines (lat.) au fost preoții care serveau cultele arhaice ale Romei. Existau în total 15 flameni, dintre care trei sunt cei mai importanți, asociați cultelor vechii triade romane Jupiter – Marte - Quirinus. Dintre aceștia cel mai important a fost Flamen Dialis, atașat cultului zeului Jupiter.